# Fatali chán Chojski
Fatali chán Chojski (ázerbájdžánsky فتحعلی خان اسکندر خان اوغلی خویسکی, Fətəli xan İsgəndər xan oğlu Xoyski, rusky Фатали Хан Хойский, Fatali chán Chojskij, 1875–1920) byl ázerbájdžánský politik, poslanec druhé státní dumy (dolní komora parlamentu) Ruské říše; Komisař pro veřejné školství na Zakavkazském komisariátu (1917–1918), Ministr spravedlnosti Zakavkazské demokratické federace (1918). Po vyhlášení Ázerbájdžánské demokratické republiky (ADR) byl jmenován prvním předsedou vlády a ministrem vnitra (1918–1919), také fungoval jako ministr obrany, ministr spravedlnosti (1918) a ministr zahraničí (1918–1919 a 1919–1920) ADR.

## Život

### Mládí
Fatali chán Chojski se narodil 7. prosince 1875 ve městě Nukha. Jeho otec Iskender chán Chojskij byl generálporučíkem kozáckého pluku Ruské říše. Jeho matka byla Šarabani-khanum Haji Molla Zeynal gizi. Je potomkem chanů – podnikatelů z Choje a Şəki. Jeho pradědeček Jafargulu, který byl chojským chánem, odešel do azylu v Echmiadzině, poté co jej i s 20 000 vojskem porazil perský šáh Fatali. Po ukončení studia na gymnáziu v Jelizavetpolu (Gandža) vystudoval Fatali chán Chojski právnickou fakultu Moskevské státní univerzity. Vysokou školu dokončil v roce 1897 s červeným diplomem a v srpnu téhož roku byl předsedou tribunálu v Tiflisu jmenován soudcem Yelizavetpolského okresního soudu.
Po několika letech právnické praxe v Kutaisi, Zugdidi a Suchumi byl zvolen nezávislým poslancem druhé státní dumy Ruské říše za provincii Jelizavetpol. Byl členem nejrůznějších komisí, včetně komise vytvořené k projednání návrhu zákona o amnestii členů Státní dumy – pojednával o zapojení 55 členů Státní dumy do trestní odpovědnosti, kontrole jejich financí a poslanecké imunitě.

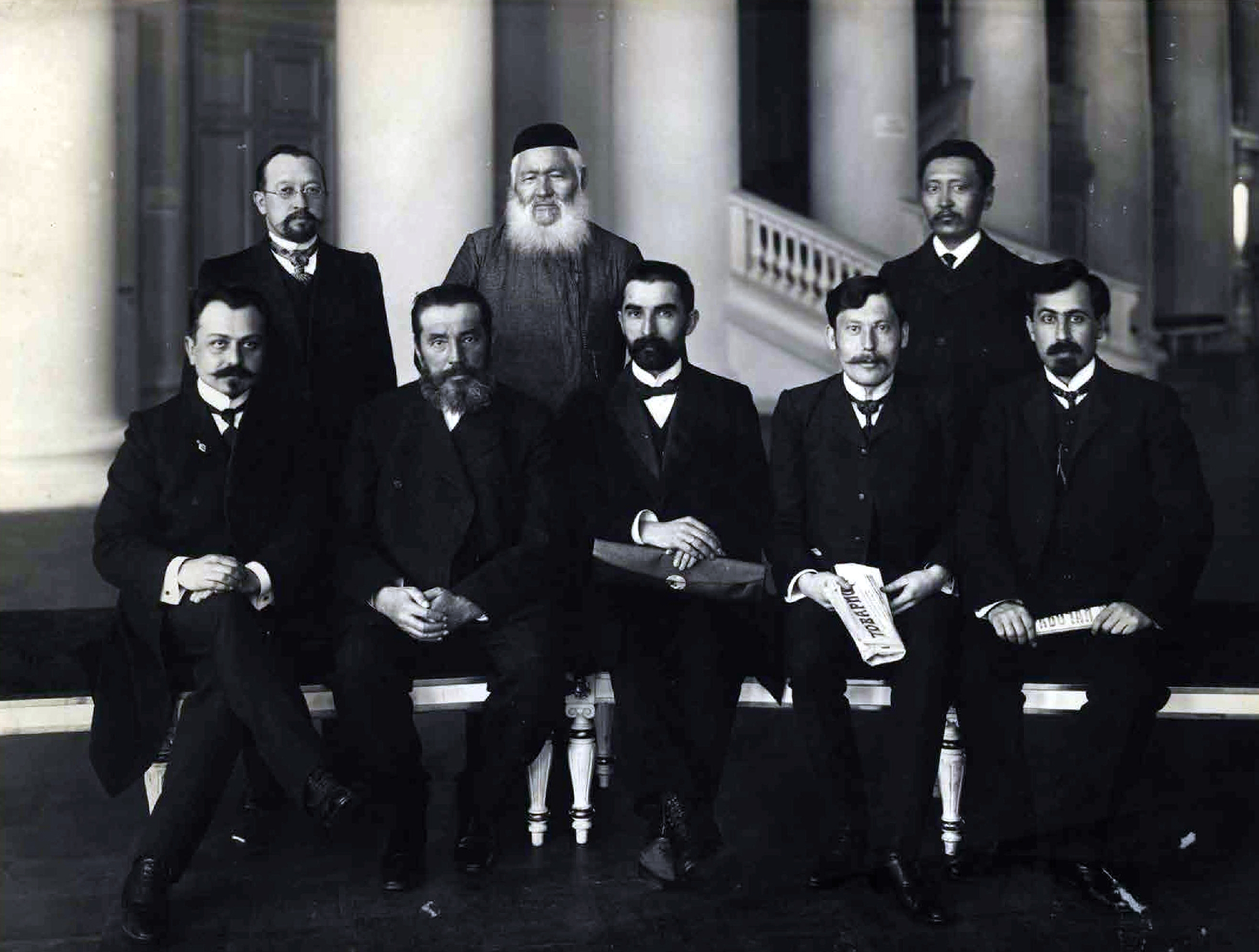

Byl členem Muslimské frakce, postavil se proti politice znovuosídlování a prosazoval stranu kadetů. Zúčastnil se 1. kavkazského kongresu muslimů (duben, Baku) po revoluci v únoru 1917; byl členem Výkonného výboru Ruské muslimské rady na 1. ruském muslimském kongresu, který se konal v květnu v Moskvě. Účastnil se také 1. kongresu strany Musavat (26.-31. října) a podpořil požadavek musavatistů na udělení autonomie Ázerbájdžánu v Rusku. Vedl Bakuskou Dumu (říjen 1917 – duben 1918). Byl komisařem pro veřejné školství v Transkavkazském komisariátu (15. listopadu 1917 – 10. února 1918), členem Transkavkazského sejmu (10. února – 26. května 1918); připojil se ke straně „Musavat“ a k demokratické neutrální frakci. V dubnu byl jmenován ministrem spravedlnosti Transkavkazské vlády. Byl členem dočasné Ázerbájdžánské národní rady (27. května – 7. prosince). Od 27. května byl předsedou Výkonného výboru Národní rady.

### ADR
Po rozpuštění Transkavkazského sejmu dne 27. května 1918 svolali členové muslimské frakce teď už bývalého Transkavkazského sejmu mimořádnou schůzi, aby diskutovali o politické situaci v zemi. Bylo rozhodnuto, že členové převezmou vládu nad východními oblastmi jižního Kavkazu a utvořila se Prozatímní národní rada Transkavkazských muslimů. Při Národní radě byl vytvořen také Výkonný orgán z 9 osob. Úkolem tohoto orgánu bylo realizovat plány pro různé oblasti fungování republiky. F. Khoyski byl zvolen předsedou Výkonného orgánu.
První schůze Národní rady se konala následující den. Hlavními body programu byly likvidace Sejmu, prohlášení nezávislosti Gruzie a situace v Ázerbájdžánu. Někteří členové rady usilovali o deklaraci nezávislosti Ázerbájdžánu. Fatali chán Chojski navrhl nejdříve založit plnohodnotnou vládu, aby se v první řadě vyjasnili některé důležité otázky a zahájilo se jednání s ostatními zeměmi. Až poté by přišlo na řadu prohlášení nezávislosti Ázerbájdžánu. Nakonec Rada rozhodla 24 hlasy (včetně F. Khoyského) o okamžitém prohlášení Ázerbájdžánu za nezávislou demokratickou republiku.
Fatali chán Chojski oznámil složení Prozatímní vlády, kde se ujmul funkce předsedy vlády a ministra vnitra. Dne 30. května poslal jako předseda Ministerské rady několika zahraničním ministrům telegram o prohlášení státní nezávislosti Ázerbájdžánu. Mezi příjemci byli zástupci z Konstantinopole, Berlína, Vídně, Paříže, Londýna, Říma, Washingtonu, Sofie, Bukurešti, Teheránu, Madridu, Haagu, Moskvy, Stockholmu, Kyjeva, Christianie, Kodaně.
| „ | K rukám ministra zahraničních věcí. S ústupem Gruzie a zničením Transkavkazské federální republiky, prohlásila Ázerbájdžánská národní rada dne 28. května 1918 nezávislost Ázerbájdžánu, skládajícího se z východního a jižního Transkavkazu a vytvořila Ázerbájdžánskou republiku. Jako zastupitele vaší země vás žádám, abyste o tom informoval své spoluobčany. Naše národní vláda dočasně působí z Jelizavetpolu. Podepsán Khoyski, předseda Ministerské rady Ázerbájdžánské republiky. | “ |

Fatali chán Chojski byl 26. května 1918 současně jmenován předsedou Ministerské rady, ministrem vnitra (28. května – 17. června) a ministrem zahraničí (26. prosince 1918–14. března 1919). 16. září vstoupily jednotky Kavkazské islámské armády do Baku. Den poté se tam přemístila Ázerbájdžánská vláda. Podle Bakyova, jezdil F. Khoyski po městě v autě a vítal radostné muslimy. Z funkce odstoupil, když vyšlo najevo, že členové vlády nelegálně obchodovali s ropou.
Během jeho vlády bylo dosaženo osvobození Kavkazských muslimských oblastí od okupace Tureckem v červnu a červenci; a osvobození města Baku v září 1918. Byl členem Ázerbájdžánského parlamentu (7. prosince 1918 – 27. dubna 1920) a ministrem zahraničních věcí (24. prosince 1919 – 30. března 1920). Byl také členem Ázerbájdžánské delegace na konferenci zástupců Transkavkazských republik (25. dubna – 30. května, Tiflis).

### Vražda
Po založení sovětské vlády se Fatali chán Chojski přestěhoval do Tiflisu, kde byl zavražděn 19. června 1920. Vrahy byli Aram Erkanyan a Misak Grigoryan, členové strany „Dashnaksutun“. Fataliho chána Chojského střelili do zad na náměstí Jerevan v Tiflisu. Pohřben byl na starém muslimském hřbitově na území dnešní botanické zahrady v Tbilisi. Jeho pohřeb byl zařízen íránským konzulátem v Tiflisu.

## Osobní život
Fatali chán Chojski byl šíitský muslim. Hovořil rusky a ázerbájdžánsky; ázerbájdžánštinu ovšem používal jen výjimečně. Během ADR byli někteří jeho příbuzní jmenováni do prominentních státních a správních funkcí. Jeho starší bratr Husajngulu chán Chojski byl na nějakou dobu náměstkem guvernéra města Ganja. Jeho mladší bratr Rustam chán Chojski sloužil v jeho vládě jako ministr obrany.
Fatali chán Chojski měl tři děti: dceru Tamara (1902–1990) a dva syny – Murada (1910–1973) a Anvara (1914–1935).
Jeho dcera byla provdána za Mirzu Davuda Husejnova, který vykonával funkci předsedy ústřední komise Ázerbájdžánské komunistické strany SSR, byl také lidový komisař financí Ázerbájdžánu a první tajemník ústřední komise Tádžické komunistické strany SSR Jeho syn Murad pracoval na dopravním úřadu v Baku. Mladší syn Anvar zemřel v Moskevské nemocnici – kvůli operaci byl uveden do anestézie, z níž se už nevzbudil.

## Odkaz

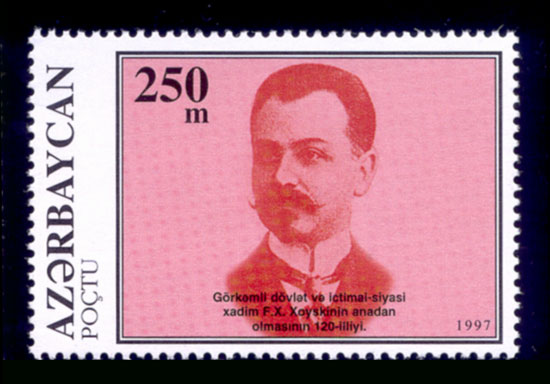

- Třída Fataliho chána Chojského v Baku
- V roce 1997 byla v Ázerbájdžánu vydána poštovní známka věnovaná chánu Chojskému
- Památník u jeho hrobu v Tbilisi.
- Na stěně domu, kde žil v letech 1918-1920 v Baku (ulice Istiglalijjat) byl vytesán basreliéf.
- Ulice Fataliho chána Chojského v Sheki (dříve pojmenována po Karlu Marxovi)
- Roli Fataliho chána Chojského ve filmu Ali & Nino z roku 2016 hrál Khalid Ergenc.